# Széchenyi Rádió
A Széchenyi Rádió az 1956-os forradalom szegedi szabad rádiója, amely 1956. október 26. és november 6. között működött a MÁV székház pincéjében.

## Története
A rádió délelőtt 10 órától este 23 óra 15 percig sugározta műsorát az 528 méteres (kb. 567 kHz) középhullám hosszon, a rádiót még Bécsben is lehetett fogni. Minden órában helyi, megyei és országos híreket közölt a forradalomról, utána pedig színvonalas kulturális műsorral készült a hallgatóknak.
A rádió alapításában aktív szerepet vállaló Pálházi Ernő visszaemlékezésében leírja, mennyi technikai előkészületet igényelt létrehozása. Pálházi Ernő 1930-ban született és vasutas tisztként dolgozott 1956-ban a MÁV Igazgatóságon mint rádiós. 1957 elején került a szegedi repülőtérre a MALÉV-hoz és dolgozott mint forgalomirányító, rádiós. Később meteorológusként, majd magaslégkör kutatóként dolgozott. 1986-ban ment nyugdíjba, ma is Szegeden él.  
Munkatársai, a vasutas rádiótávírászok és híradós katonák Molnár Tibor, Oláh József, Brandenburg Beatrix üzemképes állapotba hozták a berendezést és műsorszórásra alkalmassá tették, majd továbbították az egymást kereső családok leveleit, valamint a Záhonyi vasútállomásról érkező információkat. Szerkesztők a hírek mellett igyekeztek kulturális tartalommal feltölteni a rádió műsorát, ezekben közreműködtek a Szegedi Nemzeti Színház színészei, ismert szegediek. A műsorvezető Marosi Károly színművész volt. A stúdió munkáját Csapó János színész irányította, szerkesztői munkákban Marosi Károly volt segítségükre, aki rádiós tapasztalatait a Szabad Európa Rádiónál szerezte. A színház színészei között aktívan közreműködött például Fogarassi Mária és Kovács Gyula.
November 3-án este 8 órakor a rádió vendége volt Dr. Perbíró József professzor az Ideiglenes Városi Munkástanács elnöke. Beszédében köszöntötte az egyetemi hallgatókat, a város lakóit és a katonákat, valamint reményét fejezte ki, hogy november 5-én mindenki felveheti a munkát.Az orosz csapatok kelet felől, Újszeged irányából közelítették meg a várost november 5-n, hétfőn hajnalban, emlékeim szerint 2-3 óra körül. Amikor az újszegedi oldalon a híd feljáróhoz értek, első dolguknak tartották a Széchenyi rádió elnémítását. Lövegükkel becélozták az 55-ös út, (Bajai út) mentén lévő repülőteret, (Református temetővel szembeni területet), ahonnan a rádió adásának sugárzása történt. A lövegük azonban "lecsúszott" és a szegedi oldali parton, a Roosevelt tér sarkán álló épület lakását találta el. A lakást rommá lőtték, azonban ez emberéletet nem követelt, mivel a lakás üres volt. A lakásban Ladányi Benedek MDP párttitkár lakott, aki családjával együtt a forradalom napjaiban Jugoszláviába menekült. Ezt követően több lövést is leadtak, ezek azonban a város felett átszálltak, és csak félelmet és ijedtséget okoztak a lakosságnak az éjszaka folyamán.
A rádió utolsó adására november 6-án került sor.

## Emléktáblák, relikviák
A rádió 2013-ban Diktatúrák Áldozatainak kopjafáján emléktáblát kapott Szegeden a Kálvária dombon, amelyet az egyetlen ma is élő munkatárs Pálházi Ernő és az Élhető Szegedért Egyesület leplezett le.
Pálházi Ernő a Móra Ferenc Múzeumnak ajándékozta azt a rádiócsövet, amely 1956-ban a működő rádió berendezéséhez tartozott.